# Pioneer (álbum)
Pioneer es el segundo álbum de estudio del grupo estadounidense de música country The Band Perry. Fue lanzado el 2 de abril de 2013 a través de Republic Records. Una edición deluxe con cuatro bonus tracks y una versión del álbum especial de color rojo con un autógrafo de cada miembro de la banda se puso a disposición en Target almacena el mismo día. The Band Perry coescribió nueve de las doce canciones del álbum. el álbum produjo dos singles: «Better Dig Two», «Done», «Don't Let Me Be Lonely» y «Chainsaw». A partir de febrero de 2014, el álbum ha vendido 526,000 copias en los Estados Unidos.

## Lista de canciones
Edición Estándar

| N.º | Título                   | Escritor(es)                                                                             | Duración |  |
| 1.  | «Better Dig Two»         | Brandy Clark, Shane McAnally, Trevor Rosen                                               | 3:15     |  |
| 2.  | «Done»                   | Reid Perry, Neil Perry, John Davidson, Jacob Bryant                                      | 3:25     |  |
| 3.  | «Don't Let Me Be Lonely» | Sarah Buxton, Rodney Clawson, Chris Tompkins                                             | 4:11     |  |
| 4.  | «Pioneer»                | Kimberly Perry, R. Perry, N. Perry, Brian Henningsen, Clara Henningsen, Aaron Henningsen | 4:18     |  |
| 5.  | «Forever Mine Nevermind» | K. Perry, R. Perry, N. Perry, Brad Paisley                                               | 3:56     |  |
| 6.  | «Night Gone Wasted»      | K. Perry, R. Perry, N. Perry, B. Henningsen, C. Henningsen, A. Henningsen                | 3:37     |  |
| 7.  | «I Saw a Light»          | K. Perry, R. Perry, N. Perry, B. Henningsen, C. Henningsen, A. Henningsen                | 4:08     |  |
| 8.  | «Mother Like Mine»       | K. Perry, R. Perry, N. Perry                                                             | 3:51     |  |
| 9.  | «Chainsaw»               | McAnally, Josh Osborne, Matt Ramsey                                                      | 3:48     |  |
| 10. | «I'm a Keeper»           | K. Perry, R. Perry, N. Perry, B. Henningsen, C. Henningsen, A. Henningsen                | 3:30     |  |
| 11. | «Back to Me Without You» | K. Perry, R. Perry, N. Perry, B. Henningsen, C. Henningsen, A. Henningsen                | 3:57     |  |
| 12. | «End of Time»            | K. Perry, R. Perry, N. Perry, B. Henningsen, C. Henningsen, A. Henningsen                | 4:19     |  |

Edición Deluxe

| N.º | Título                 | Escritor(es)                           | Duración |  |
| 13. | «Once Upon a Time»     | K. Perry, Eric Bazilian, Rob Hyman     | 4:38     |  |
| 14. | «Lucky Ones»           | K. Perry, Lynn A. Nichols, Jeremy Bose | 4:47     |  |
| 15. | «Peaches and Caroline» | K. Perry, Sam Mizell                   | 4:24     |  |
| 16. | «Gonna Be OK»          | K. Perry, Nichols, Bose                | 4:39     |  |

## Posicionamiento en listas
| Listas (2013)                   | Mejor posición |
| ------------------------------- | -------------- |
| Canadian Albums Chart           | 3              |
| US Billboard 200                | 2              |
| US Billboard Top Country Albums | 1              |